# Oestropa
Oestropa is een geslacht van vlinders van de familie bladrollers (Tortricidae), uit de onderfamilie Olethreutinae.

## Soorten
- O. scolopendrias (Meyrick, 1912)
- O. scorpiastis (Meyrick, 1912)